# Pieśni rozweselające serce

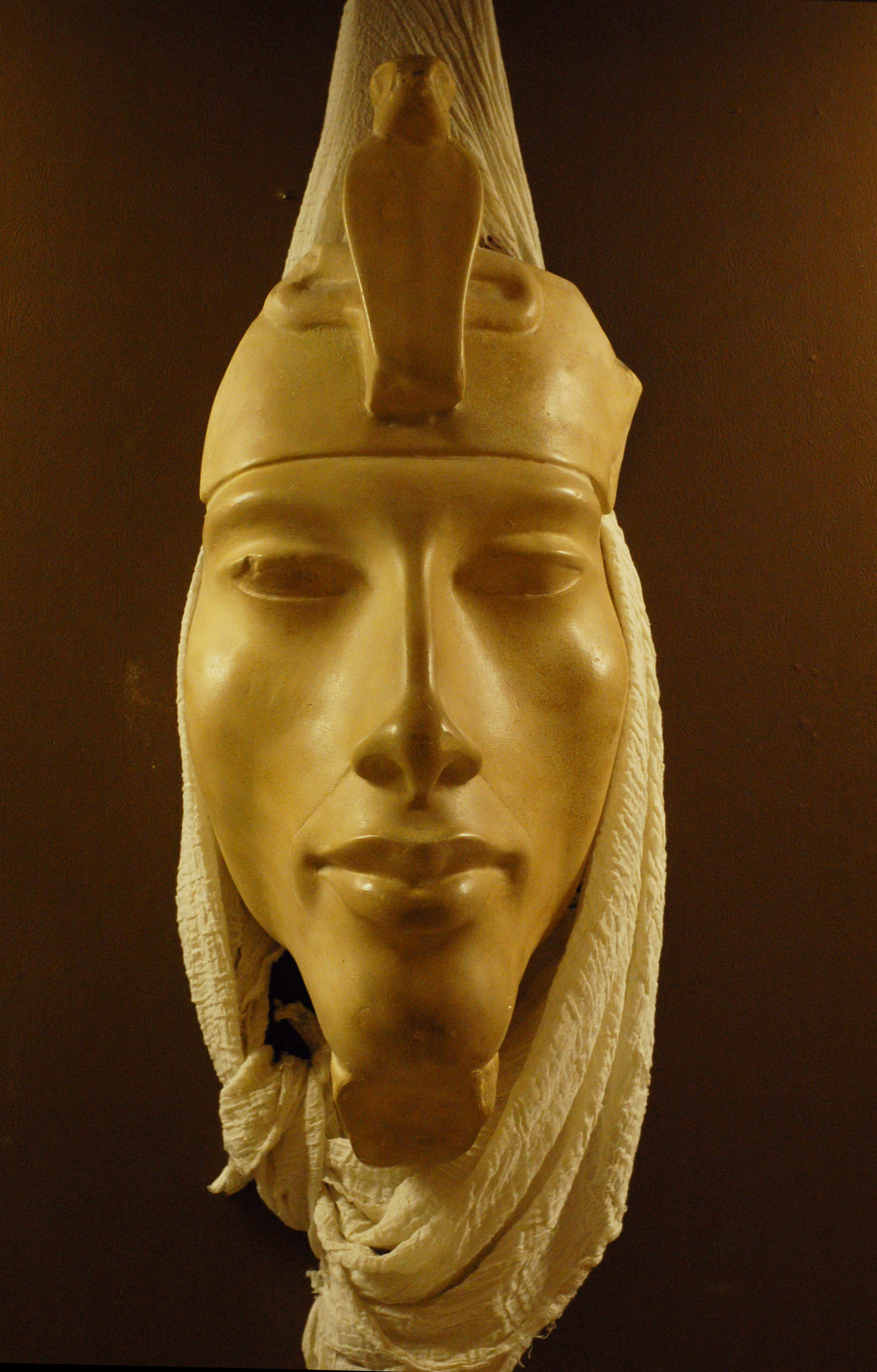
Echnaton, władca Egiptu, reformator religijny i poeta, autor "Hymnu do Atona"

Pieśni rozweselające serce — antologia starożytnej poezji egipskiej w wyborze, przekładzie i opracowaniu Tadeusza Andrzejewskiego (1923-1991). 
Ukazała się w 1963 nakładem Państwowego Wydawnictwa Naukowego. Była jedną z trzech, obok tomów Opowiadania egipskie z 1958 i Dusze boga Re z 1967, książek autora przeznaczonych dla niespecjalistów, przybliżających literaturę staroegipską. Teksty składające się na antologię zostały przełożone z oryginału. Reprezentują one miłosną poezję egipską.
W książce zaprezentowano utwory z papirusu Harris 500, Dzbanek z Teb, Papirus turyński, Wiersze o Złotej bogini, papirus Chester Beatty I, zawierający między innymi wiersze Necht-Sobeka, Fragment inskrypcji grobowej,  Glosę na papirusie Anastasi II, Wiersze na ostrakach i Pieśń harfiarza z grobowca Nefer-hotepa.
W 1984 nakładem Wydawnictw Artystycznych i Filmowych ukazała się okrojona wersja w formie miniaturowej z posłowiem Ireny Pomorskiej.
Tłumaczenia Tadeusza Andrzejewskiego są uznawane za przekłady naukowe. Tak je określił w artykule "Biblia Tysiąclecia". Tło i problematyka przekładu  biblista ks. Janusz Frankowski.